# Cottocomephorus
Cottocomephorus is een geslacht van straalvinnige vissen uit de familie van Baikaldonderpadden (Cottocomephoridae).

## Soorten
- Cottocomephorus grewingkii (Dybowski, 1874)
- Cottocomephorus alexandrae Taliev, 1935
- Cottocomephorus inermis (Yakovlev, 1890)